# Tommy Franzén
Jan Tommy Franzén, född 6 oktober 1938 i Maria Magdalena församling, Stockholm, död 24 november 2004 i Tyresö församling, var en svensk politiker (vänsterpartiet kommunisterna) och riksdagsledamot 1976–1988.